# William A. Pirce
William Almy Pirce (* 29. Februar 1824 in Hope, Providence County, Rhode Island; † 5. März 1891 in Johnston, Rhode Island) war ein US-amerikanischer Politiker. Zwischen 1885 und 1887 vertrat er den zweiten Wahlbezirk des Bundesstaates Rhode Island im US-Repräsentantenhaus.

## Werdegang
William Pirce besuchte die öffentlichen Schulen seiner Heimat und das Smithville Seminary, aus dem später das Lapham Institute hervorging. Danach arbeitete er zunächst als Lehrer. Zwischen 1854 und 1863 war er in der Baumwollspinnerei seines Vaters tätig. Im Jahr 1863, während des Bürgerkrieges, war er Zahlmeister der Miliz von Rhode Island.
Politisch war Pirce Mitglied der Republikanischen Partei. 1855 wurde er in den Senat von Rhode Island gewählt; in den Jahren 1858 und 1862 war er Abgeordneter im Repräsentantenhaus des Staates. Zwischen 1862 und 1873 war er bei der Steuerbehörde im zweiten Finanzbezirk von Rhode Island angestellt. Von 1879 bis 1881 war Pirce erneut Abgeordneter im Repräsentantenhaus, 1882 war er wieder im Staatssenat. Im Jahr 1880 war er Delegierter zur Republican National Convention in Chicago, auf der James A. Garfield als Präsidentschaftskandidat der Partei nominiert wurde. 1880 und 1884 saß er im Vorstand der Bundespartei.
Bei den Kongresswahlen des Jahres 1884 wurde Pirce im zweiten Distrikt von Rhode Island in das US-Repräsentantenhaus in Washington, D.C. gewählt. Dort löste er am 4. März 1885 Nathan Dixon III ab. Allerdings war das Ergebnis der Wahl umstritten, da es Unregelmäßigkeiten gegeben hatte. Am 25. Januar 1887, wenige Wochen vor dem regulären Ende der Legislaturperiode am 3. März, wurde die Wahl für ungültig erklärt und Pirce musste sein Mandat aufgeben. Nach dem Ende seiner Zeit im Kongress war Pirce als Friedensrichter tätig und arbeitete in der Finanzverwaltung in Johnston.